# ゲームを原作とする映画一覧
ゲームを原作とする映画一覧（ゲームをげんさくとするえいがいちらん）では、コンピュータゲームなど各種ゲームの映画化である作品を挙げる。

## 実写

### 1980年代
- 未来忍者 慶雲機忍外伝（1988年、未来忍者）

### 1990年代
- スーパーマリオ 魔界帝国の女神（1993年、スーパーマリオブラザーズ）
- ストリートファイター（1994年、ストリートファイターII）
- ダブルドラゴン（1994年、ダブルドラゴンシリーズ）
- モータルコンバットシリーズ
  - モータル・コンバット（1995年）
  - モータルコンバット2（1997年）
- ときめきメモリアル（1997年、ときめきメモリアル）
- ウィング・コマンダー（1999年、ウィングコマンダー）

### 2000年代
- トワイライトシンドローム〜卒業〜（2000年、トワイライトシンドローム）
- ダンジョンズ&ドラゴンズ
  - ダンジョン&ドラゴン（2000年)
  - ダンジョン&ドラゴン2 (2006年)
  - ダンジョン&ドラゴン3 太陽の騎士団と暗黒の書 (2013年)
- 弟切草（2001年、弟切草）
- トゥームレイダーシリーズ
  - トゥームレイダー（2001年）
  - トゥームレイダー2（2003年）
- バイオハザードシリーズ
  - バイオハザード（2002年）
  - バイオハザードII アポカリプス（2004年）
  - バイオハザードIII（2007年）
  - バイオハザードIV アフターライフ（2010年）
  - バイオハザードV リトリビューション（2012年）
  - バイオハザード: ザ・ファイナル（2016年）
- ザ・ハウス・オブ・ザ・デッドシリーズ
  - ハウス・オブ・ザ・デッド（2003年）
  - ハウス・オブ・ザ・デッド2（2006年）
- DOOM/ドゥーム （2005年、DOOM）
- アローン・イン・ザ・ダークシリーズ
  - アローン・イン・ザ・ダーク（2005年）
  - アローン・イン・ザ・ダークII（2008年）
- ブラッドレイン
  - ブラッドレイン (2006年)
  - ブラッドレインII (2008年)
  - ブラッドレイン 血塗られた第三帝国 (2012年)
- DOA/デッド・オア・アライブ（2006年、デッド オア アライブ シリーズ）
- サイレン 〜FORBIDDEN SIREN〜（2006年、SIREN2）
- サイレントヒルシリーズ
  - サイレントヒル (2006年)
  - サイレントヒル：リベレーション3D (2012年)
  - Return to Silent Hill (2026年)
- 龍が如く 劇場版（2007年、龍が如く）
- ヒットマン (2007年、ヒットマン)
- ダンジョン・シージ
  - デス・リベンジ (2007年)
  - デス・リベンジ2 (2011年)
  - デス・リベンジ ラストミッション (2014年)
- ポスタル（2008年、ポスタル）
- マックス・ペイン（2008年、マックスペイン）
- お姉チャンバラ（2008年、お姉チャンバラ）
- G.I.フォース（2008年、Far Cry）
- ひぐらしのなく頃に（2008年、ひぐらしのなく頃に）
- ストリートファイター ザ・レジェンド・オブ・チュンリー（2009年、ストリートファイターII）
- ひぐらしのなく頃に 誓（2009年、ひぐらしのなく頃に）
- アサシン クリード リネージ (2009年、アサシン クリード)
- ザ・キング・オブ・ファイターズ（2009年、ザ・キング・オブ・ファイターズ）

### 2010年代
- ミュータント・クロニクルズ（2010年、Mutant Chronicles）
- プリンス・オブ・ペルシャ/時間の砂 （2010年、プリンス・オブ・ペルシャ 時間の砂）
- 鉄拳シリーズ
  - TEKKEN -鉄拳-（2010年、鉄拳シリーズ）
  - 鉄拳 Kazuya's Revenge（2016年、鉄拳シリーズ）
- 屍病汚染 DEAD RISING（2010年11月、デッドライジング2）
- バトルシップ（2012年、Battleship（テーブルゲーム)
- 逆転裁判（2012年、逆転裁判）
- 汝は人狼なりや?（パーティーゲーム）
  - リアル人狼ゲーム（2013年）
  - リアル人狼ゲーム 戦慄のクラッシュ・ルーム（2014年）
  - 人狼ゲーム（2013年10月）
  - 人狼ゲーム ビーストサイド（2014年）
- カンパニー・オブ・ヒーローズ バルジの戦い（2013年、カンパニー・オブ・ヒーローズ)
- ニード・フォー・スピード（2014年、ニード・フォー・スピード シリーズ）
- ストリートファイター 暗殺拳（2014年、ストリートファイター）
- 青鬼シリーズ
  - 青鬼（2014年、青鬼）
  - 青鬼 ver2.0（2015年、青鬼）
- 零 〜ゼロ〜 女の子だけがかかる呪い（2014年、零）
- DeathForest〜森からの脱出〜
  - デスフォレスト 恐怖の森（2014年）
  - デスフォレスト 恐怖の森2（2015年）
  - デスフォレスト 恐怖の森3（2015年）
  - デスフォレスト 恐怖の森4（2016年）
  - デスフォレスト 恐怖の森5（2016年）
- パラノイアック（2015年、Paranoiac）
- Dead Rising: Watchtower（原題）（2015年、デッドライジング）
- 死臭 つぐのひ異譚（2015年、死臭-つぐのひ異譚-）
- コープスパーティー（2015年、コープスパーティー）
- ヒットマン：エージェント47 (2015年、ヒットマン)
- ハロウィンナイトメアシリーズ
  - ハロウィンナイトメア（2015年）
  - ハロウィンナイトメア2（2015年）
- バレンタインナイトメア（2016年、バレンタインナイトメア）
- イースターナイトメア 〜死のイースターバニー〜（2016年、The Rabbit House）
- 映画 妖怪ウォッチ 空飛ぶクジラとダブル世界の大冒険だニャン!（2016年、妖怪ウォッチ）
- ウォークラフト（2016年、ワールド・オブ・ウォークラフト）
- アサシン クリード（2016年、アサシンクリード）
- Dead Trigger（2017年、en: Dead Trigger）
- アンツ・パニック　巨大蟻襲来（2017年、en: It Came from the Desert）
- ねこあつめの家（2017年、ねこあつめ）
- トゥームレイダーシリーズ
  - トゥームレイダー ファースト・ミッション（2018年）
  - Tomb Raider: Obsidian (TBA)
- ランペイジ 巨獣大乱闘（2018年、RAMPAGE）
- 刀剣乱舞シリーズ
  - 映画刀剣乱舞 -継承-（2019年）
  - 映画刀剣乱舞 -黎明-（2023年）
- 名探偵ピカチュウシリーズ
  - 名探偵ピカチュウ（2019年)
  - The Great Detective Pikachu (TBA)
- DOOM/ドゥーム・アナイアレーション（2019年、Doomシリーズ）

### 2020年代
- ソニックシリーズ
  - ソニック・ザ・ムービー（2020年）
  - ソニック・ザ・ムービー/ソニック VS ナックルズ（2022年）
  - ソニック×シャドウ TOKYO MISSION (2024年)
  - Sonic the Hedgehog 4 (2027年)
- 陰陽師：二つの世界（英語版）（2021年、陰陽師）
- モンスターハンター（2021年、モンスターハンターシリーズ）
- モータルコンバットシリーズ
  - モータルコンバット (2021年)
  - Mortal Kombat 2  (2025年)
- 人狼ゲーム 夜になったら、最後（英語版）（2021年、ウェアウルブズ・ウィズイン（英語版））
- 映画 真・三國無双（2021年、真・三國無双）
- 返校 言葉が消えた日（2021年、返校）
- A3!シリーズ
  - MANKAI MOVIE「A3!」 SPRING & SUMMER（2021年）
  - MANKAI MOVIE「A3!」 AUTUMN & WINTER（2022年）
- バイオハザード：ウェルカム・トゥ・ラクーンシティ（2022年、バイオハザード及びバイオハザード2）
- アンチャーテッドシリーズ
  - アンチャーテッド（2022年）
  - Uncharted 2（TBA）
- ダンジョンズ&ドラゴンズ/アウトローたちの誇り (2023年、ダンジョンズ&ドラゴンズ)
- グランツーリスモ (2023年、グランツーリスモシリーズ)
- Five Nights at Freddy'sシリーズ
  - ファイブ・ナイツ・アット・フレディーズ（2024年）
  - ファイブ・ナイツ・アット・フレディーズ 2（2025年）
- ボーダーランズ（2024年、ボーダーランズシリーズ（英語版））
- マインクラフト/ザ・ムービー (2025年、マインクラフト)
- アンティル・ドーン（2025年、UNTIL DAWN -惨劇の山荘-）
- 8番出口 (2025年、8番出口)
- Resident Evil（2026年、バイオハザードシリーズ）
- The Legend of Zelda（2027年、ゼルダの伝説）
- Bendy (TBA、Bendy and the Ink Machine)
- Bioshock (TBA、Bioshock)
- Bloodborne（TBA、Bloodborne）
- Cyberpunk 2077 (TBA、サイバーパンク 2077)
- Dead by Daylight (TBA、Dead by Daylight)
- DREDGE（TBA、DREDGE）
- Elden Ring（TBA、ELDEN RING）
- Fall of Gods (TBA、Fall of Gods)
- Gears of War（TBA、Gears of War）
- Ghost of Tsushima（TBA、ゴースト・オブ・ツシマ)
- Hello Neighbor（TBA、Hello Neighbor）
- Just Cause (TBA、Just Cause)
- Magic: The Gathering (TBA、マジック:ザ・ギャザリング)
- METAL GEAR SOLID（TBA、メタルギアソリッド）
- Monopoly（TBA、モノポリー）
- Outlast（TBA、OUTLAST）
- OutRun（TBA、アウトラン）
- Phasmophobia（TBA、Phasmophobia（英語版））
- Poppy Playtime (TBA、Poppy Playtime)
- Resident Evil (TBA、バイオハザード)
- Riders Republic (TBA、ライダーズ リパブリック（英語版）)
- RUNNER (TBA、RUNNER）
- Shinobi（TBA、SHINOBI 忍）
- Split Fiction（TBA、スプリット・フィクション（英語版））
- Street Fighter（TBA、ストリートファイター）
- The House of The Dead（TBA、THE HOUSE OF THE DEAD）
- The Sims（TBA、シムピープル）
- Whac-A-Mole（TBA、モグラ叩き）
- Watch Dogs (TBA、ウォッチドッグスシリーズ)

## アニメーション

### 1980年代
- スーパーマリオブラザーズ ピーチ姫救出大作戦!（1986年、スーパーマリオブラザーズ）
- RUNNING BOY スター・ソルジャーの秘密（1986年、スターソルジャー）

### 1990年代
- ドラゴンクエスト ダイの大冒険（1991年、ドラゴンクエストシリーズ）
- 餓狼伝説 -THE MOTION PICTURE-（1994年、餓狼伝説）
- ストリートファイターII MOVIE（1994年、ストリートファイターII）
- 劇場版ポケットモンスターシリーズ（1998年〜、ポケットモンスターシリーズ）

### 2000年代
- サクラ大戦 活動写真（2001年、サクラ大戦シリーズ）
- ファイナルファンタジー（2001年、ファイナルファンタジーシリーズ）
- ゼビウス（2002年、ゼビウス）
- AIR（2005年、AIR）
- 甲虫王者ムシキング
  - 甲虫王者ムシキング グレイテストチャンピオンへの道（2005年）
  - 甲虫王者ムシキング スーパーバトルムービー 〜闇の改造甲虫〜（2007年）
- 劇場版 どうぶつの森（2006年、おいでよ どうぶつの森）
- CLANNAD（2007年、CLANNAD）
- オシャレ魔女♥ラブandベリー しあわせのまほう（2007年、オシャレ魔女♥ラブandベリー）
- バイオハザードシリーズ
  - バイオハザード ディジェネレーション（2008年）
  - バイオハザード ダムネーション（2012年）
  - バイオハザード: ヴェンデッタ（2017年）
  - バイオハザード: デスアイランド　(2023年)
- レイトン教授と永遠の歌姫（2009年、レイトン教授シリーズ）
- テイルズ オブ ヴェスペリア（2009年、テイルズ オブ ヴェスペリア)

### 2010年代
- 劇場版 戦国BASARA -The Last Party-（2011年、戦国BASARA）
- BAYONETTA Bloody Fate（2013年11月、ベヨネッタ）
- アイカツ!
  - 劇場版 アイカツ! (2014年)
  - アイカツ!ミュージックアワード みんなで賞をもらっちゃいまSHOW! (2014年)
- 劇場版 プリティーリズム・オールスターセレクション プリズムショー☆ベストテン (2014年、プリティーリズム、プリパラ)
- THE IDOLM@STER MOVIE 輝きの向こう側へ!（2014年、アイドルマスターシリーズ）
- Heavenly Sword（原題）（2014年、Heavenly Sword 〜ヘブンリーソード〜）
- 妖怪ウォッチシリーズ
  - 映画 妖怪ウォッチ 誕生の秘密だニャン!（2014年）
  - 映画 妖怪ウォッチ エンマ大王と5つの物語だニャン!（2015年）
  - 映画 妖怪ウォッチ 空飛ぶクジラとダブル世界の大冒険だニャン!（2016年）
- プリパラ
  - 劇場版プリパラ み〜んなあつまれ!プリズム☆ツアーズ (2015年)
  - とびだすプリパラ み〜んなでめざせ!アイドル☆グランプリ (2015年)
  - み〜んなのあこがれ♪レッツゴー☆プリパリ (2016年)
  - み〜んなでかがやけ!キラリン☆スターライブ! (2017年)
  - プリパラ、キラッとプリ☆チャン
    - プリパラ&キラッとプリ☆チャン 〜きらきらメモリアルライブ〜
- 劇場版『明治東亰恋伽』（2015年、明治東亰恋伽）
- アングリーバードシリーズ
  - アングリーバード（2016年）
  - アングリーバード2（2020年）
  - The Angry Birds 3（2027年）
- 劇場版アイカツスターズ! (2016年、アイカツスターズ!)
- KING OF PRISMシリーズ (プリティーリズム)
  - KING OF PRISM by PrettyRhythm (2016年)
  - KING OF PRISM -PRIDE the HERO- (2017年)
  - KING OF PRISM -Shiny Seven Stars- 劇場編集版 (2019年)
  - KING OF PRISM ALL STARS -プリズムショー☆ベストテン- (2020年)
- ラチェット&クランク THE MOVIE (2016年、ラチェット&クランク)
- KINGSGLAIVE FINAL FANTASY XV（2016年、ファイナルファンタジーシリーズ）
- ドラゴンクエスト ユア・ストーリー（2019年、ドラゴンクエストV 天空の花嫁）
- 二ノ国 (2019年、二ノ国)

### 2020年代
- モンスターハンター: レジェンド・オブ・ザ・ギルド（英語版）（2021年、モンスターハンター）
- ウィッチャーシリーズ（英語版）
  - ウィッチャー 狼の悪夢（英語版）（2021年）
  - ウィッチャー 深海のセイレーン（英語版）（2025年）
- ラビッツ インベージョン 〜ドキドキ火星ミッションー（2022年、ラビッツ（英語版））
- マリオシリーズ
  - ザ・スーパーマリオブラザーズ・ムービー（2023年）
  - ザ・スーパーマリオブラザーズ・ムービー2（2026年）
- ウィッチャー 深海のセイレーン（2024年、ウィッチャー）
- アイカツ!×プリパラ THE MOVIE -出会いのキセキ!-（2025年、アイカツ!/プリパラ）
- DEATH STRANDING (TBA、DEATH STRANDING)
- Stray（TBA、Stray）